# Trimenia (plante)
Pour les articles homonymes, voir Trimenia.
Genre
Trimenia est un genre de plantes à fleurs de la famille des Trimeniaceae. Il contient huit espèces.

## Étymologie
Le nom a été donné en hommage au botaniste anglais Henry Trimen (1843-1896), qui travaillait au British Museum à l'époque où le genre a été décrit pour la première fois, et était ami du botaniste allemand Berthold Carl Seemann (1825-1871).

## Liste des espèces
Selon Catalogue of Life (1 octobre 2020) :
- Trimenia bougainvilleensis
- Trimenia macrura
- Trimenia marquesensis
- Trimenia moorei
- Trimenia neocaledonica
- Trimenia nukuhivensis
- Trimenia papuana
- Trimenia weinmanniifolia